# Carlos María Herrera

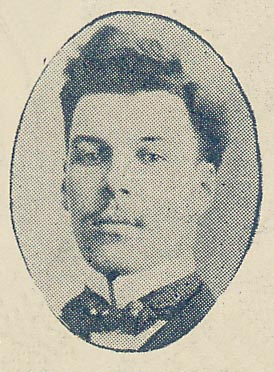
Carlos María Herrera

Carlos María Herrera (* 18. Dezember 1875 in Montevideo, Uruguay; † 27. September 1914 ebenda) war ein uruguayischer Maler.
Geboren in Montevideo, begann er seine Studien dort unter Anleitung von Pedro Queirolo. Später zog es ihn zunächst nach Buenos Aires, um 1897 dann zum ersten Mal nach Europa zu reisen. Dort setzte er sein Studium in Rom gemeinsam mit den Spaniern Salvador Sánchez Barbudo und Mariano Barbasán Lagueruela fort. Anschließend folgte ein Studienaufenthalt in Spanien mit Joaquín Sorolla y Bastida. 1902 unternahm er seine zweite und letzte Reise nach Europa.
Als Porträt-Spezialist war Herrera besonders in der High Society Montevideos populär. Seine Frauen- und Kinder-Porträts zeugen dabei von seinen Fähigkeiten in der von ihm bevorzugten Pastellmalerei.
Wie viele seiner Zeitgenossen vertiefte er sich zudem in das Genre des Nativismo und malte Szenen von Gauchos und Kreolen. Auch erstreckte sich seine künstlerische Tätigkeit auf das historische Genre. Seine bekanntesten Werke
auf diesem Feld sind dabei die Bilder Congreso de Abril de 1813 und Artigas en el Hervidero, welches sich auch auf der Rückseite der $1000 Banknote des uruguayischen Peso befindet.

## Werke (Auswahl)

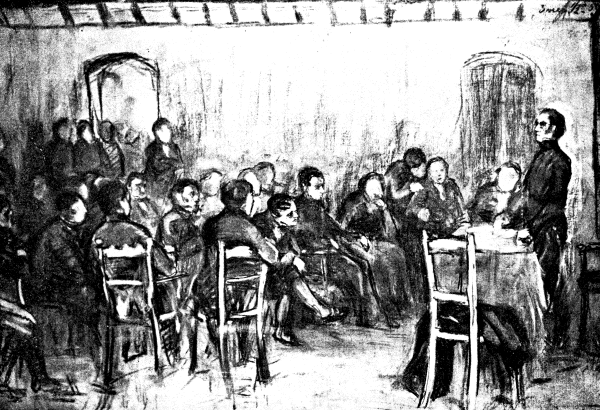
Congreso de abril de 1813
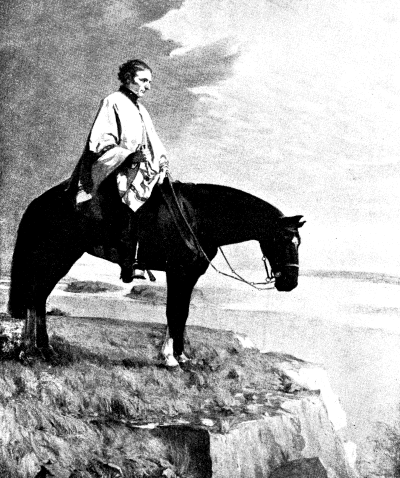
Artigas en el Hervidero
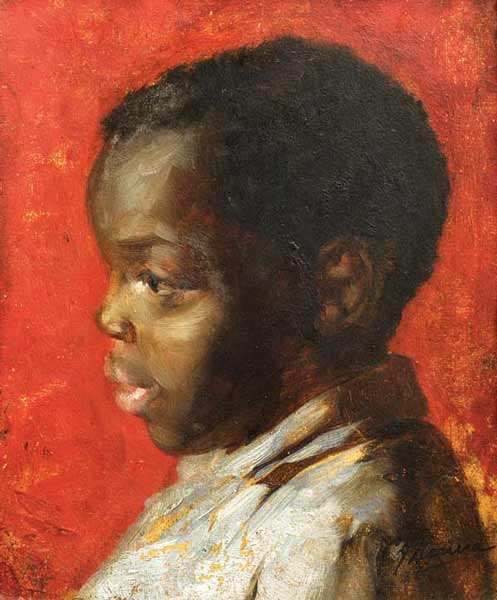
Niño